# Phrynocephalus roborowskii
Phrynocephalus roborowskii är en ödleart som beskrevs av  Jacques von Bedriaga 1907. Phrynocephalus roborowskii ingår i släktet Phrynocephalus och familjen agamer. Inga underarter finns listade i Catalogue of Life.